# البائكة الجنوبية الشرقية

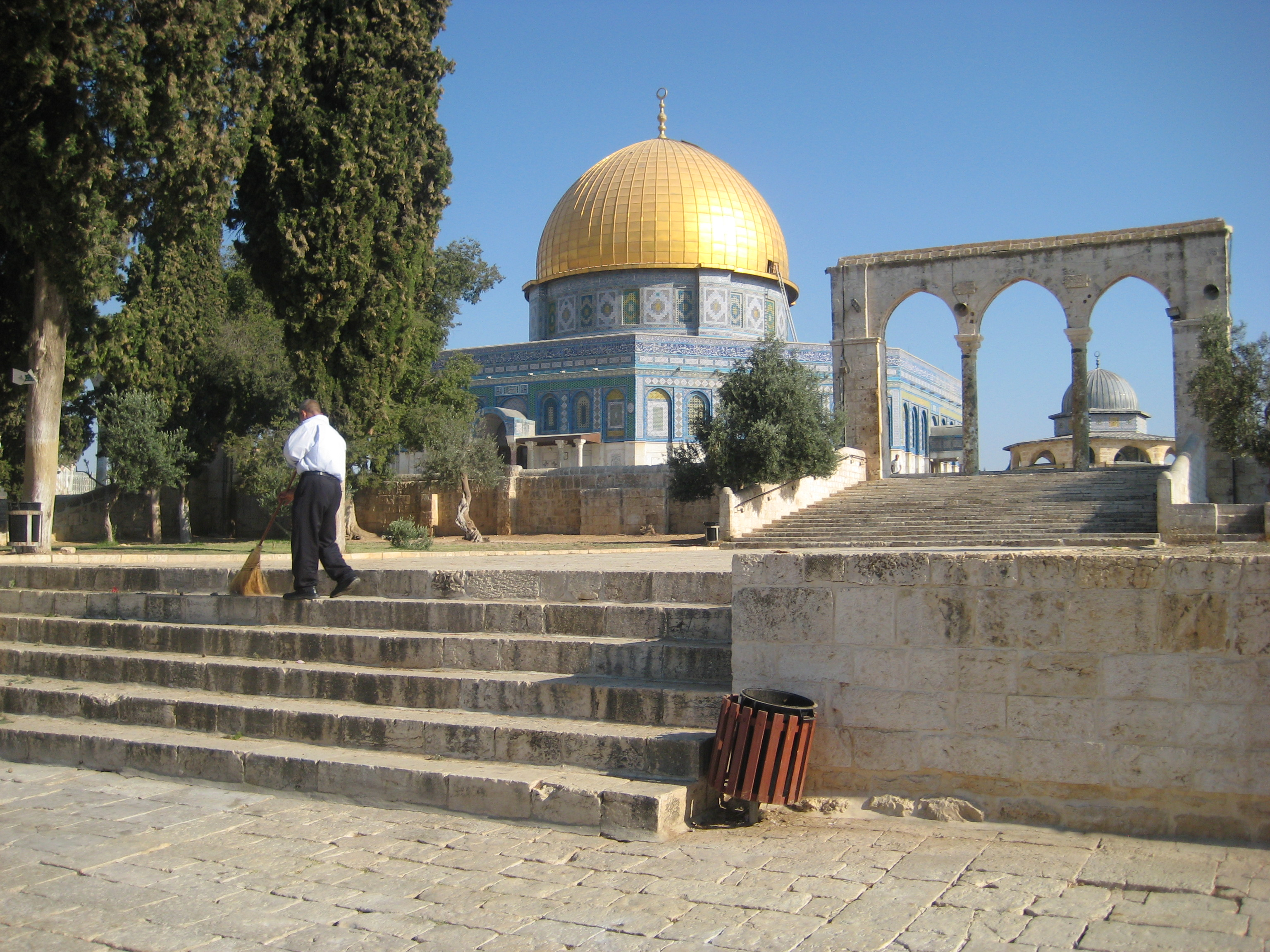
البائكة الجنوبية الشرقية

البائكة الجنوبية الشرقية، أنشئت هذه البائكة في العصر الفاطمي، في عهد الخليفة الفاطمي الظاهر لإعزاز دين الله. وهي من عمل الأمير أنواشتكين الغوري، أمير الجيـوش وحاكم سوريا في عهد الظاهر. ويشير نقش كتابي، على الواجهة الجنوبية للبائكة، إلى أمر الأمير أنواشتـكين ببنـاء هذه البائكة. ثم جددت هذه البائكة في العصر الأيوبي، في عهد الملك المعظم عيسى. وقد تم ذلك على يد الأمير عز الدين بن عمر بن يعقوب في سنة 608 هـ / 1211 م، كما يبدو في نقش كتابي عل حجر البائكة هذه.
تتكون هذه البائكة من دعامتين حجريتين، تحصران بينهما عمودين من الرخام، وتعلـوهما أقواس حجرية مدببة.